# Commandos 2: HD Remaster
Commandos 2: HD Remaster è una riedizione in alta definizione del celebre videogioco di strategia in tempo reale Commandos 2: Men of Courage, originariamente sviluppato da Pyro Studios e pubblicato da Eidos Interactive nel 2001. La versione rimasterizzata è stata sviluppata da Yippee! Entertainment e Torus Games, e pubblicata da Kalypso Media. È stata rilasciata il 24 gennaio 2020 per Microsoft Windows, seguita successivamente da versioni per PlayStation 4, Xbox One, Nintendo Switch, macOS, Linux, iOS, e Android.

## Caratteristiche
Commandos 2: HD Remaster aggiorna l'esperienza originale con grafica migliorata, supporto per risoluzioni moderne, modelli 3D migliorati, effetti visivi rielaborati, e un'interfaccia utente rivisitata. Il gioco è stato progettato per rendere più accessibile un classico strategico a una nuova generazione di giocatori, pur mantenendo la complessità tattica che ha reso celebre la serie.
La remaster include la campagna originale, composta da 10 missioni principali ambientate in diversi scenari della Seconda guerra mondiale, tra cui l'Europa, l'Asia e il Pacifico. Il giocatore controlla un gruppo di commandos specializzati, ognuno dotato di abilità uniche utili per completare obiettivi tattici dietro le linee nemiche.
Tra i personaggi principali ci sono:
- Il Berretto Verde, esperto in combattimento corpo a corpo e scalate
- Il Cecchino, con grande precisione a lungo raggio
- Il Sommozzatore, capace di muoversi sott’acqua
- Lo Spione, abile nel travestimento
- Il Genio, specializzato in trappole e meccanismi
- L’Esperto di esplosivi, addetto a demolizioni e mine

## Contenuti modificati
A causa di normative di classificazione e sensibilità regionali, alcuni contenuti dell’originale sono stati modificati o rimossi nella remaster. In particolare, sono state eliminate simbologie naziste come svastiche e riferimenti diretti al regime, il che ha generato critiche da parte della comunità per aver alterato l’autenticità storica del gioco originale.

## Accoglienza
Commandos 2: HD Remaster ha ricevuto recensioni contrastanti al momento del lancio. Mentre alcuni hanno apprezzato il ritorno di un classico strategico con miglioramenti grafici, molti critici e fan storici hanno segnalato numerosi problemi tecnici, bug, interfaccia poco intuitiva, e una scarsa ottimizzazione. Inoltre, la rimozione di alcuni contenuti ha sollevato polemiche riguardo alla censura e al rispetto dell’opera originale.
Kalypso Media ha successivamente pubblicato diversi aggiornamenti per migliorare la stabilità, correggere bug e affinare l’esperienza utente, ma le opinioni sul remaster sono rimaste divise.

## Rilascio multipiattaforma
Dopo l’uscita su PC, il gioco è stato progressivamente pubblicato anche su:
- Console: PlayStation 4, Xbox One, Nintendo Switch
- Mobile: iOS e Android
- Altri sistemi: macOS e Linux

Questa strategia ha mirato a rilanciare il franchise presso un pubblico più ampio e variegato.

## Collegamenti con la serie
Commandos 2: HD Remaster è parte della serie Commandos, uno dei franchise di strategia più noti degli anni 2000, insieme a:
- Commandos: Behind Enemy Lines (1998)
- Commandos: Beyond the Call of Duty (1999)
- Commandos 3: Destination Berlin (2003), seguito anch’esso da una remaster
- Commandos: Strike Force (2006), con gameplay in prima persona

La remaster di Commandos 2 ha fatto parte dell’iniziativa di Kalypso Media per rilanciare il brand, con l’obiettivo di sviluppare un nuovo capitolo originale della serie.